# ウムタラ県
ウムタラ県（Umutara）はルワンダを構成していた12の県のうちの一つ。2006年に、ルワンダの地方行政区分が再編され、東部州に編入された。ルワンダ北東部に位置し、ウガンダやタンザニアと国境で接していた。中心都市はニャガタレであった。
ウムタラの面積は4,250kmで、その多くは草原である。人口は421,600人（2005年現在）。